# Voith von Voithenberg

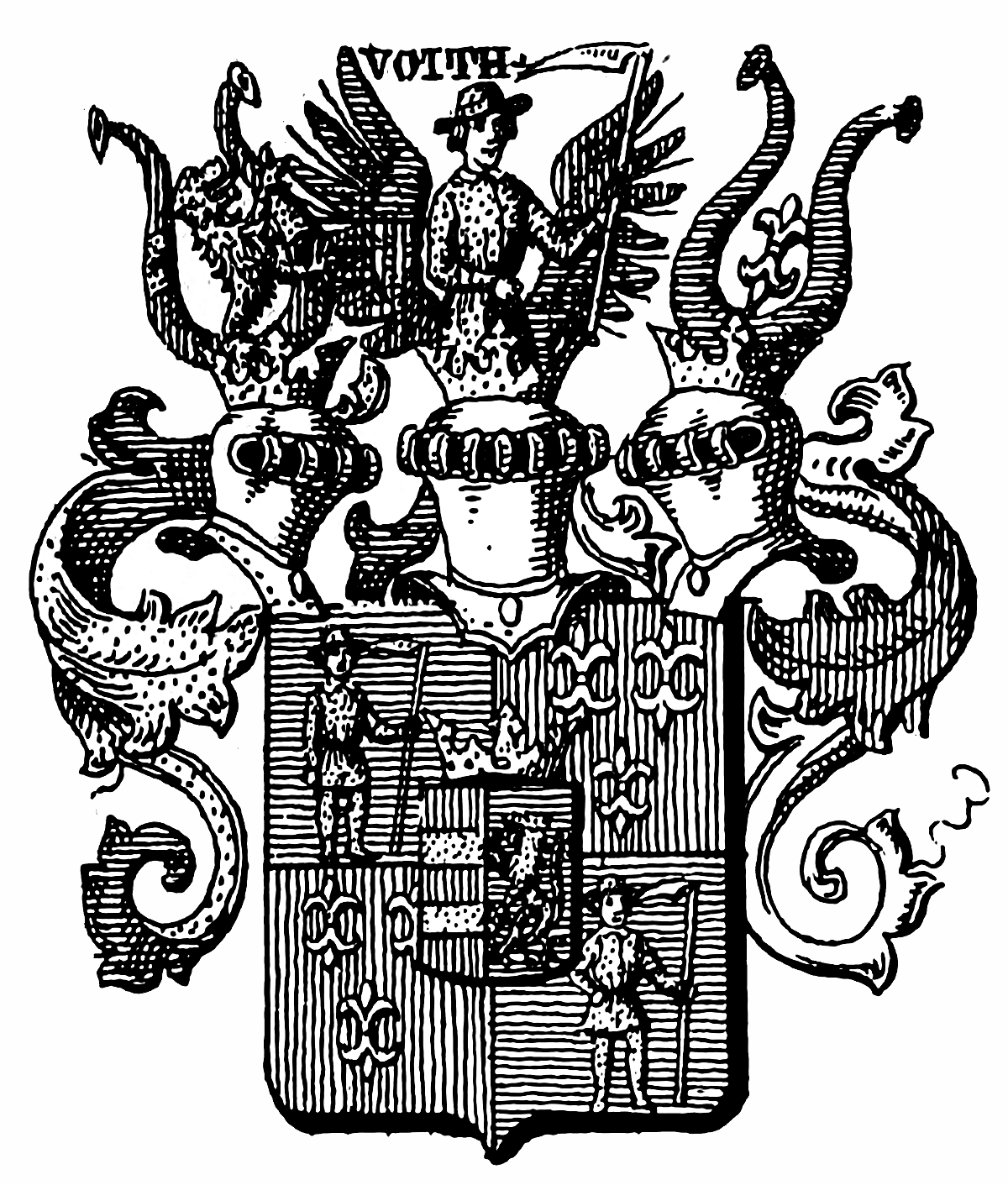
Wappen derer von Voith

Die Familie Voith von Voithenberg ist ein altes bayerisches Adelsgeschlecht mit Besitzungen in der Oberpfalz.

## Überblick
Die Familie Voith von Voithenberg stammte aus Pleystein. Ihr Stammvater Stephan Voith von Voithenberg war Hammermeister in Vorderlangau (= Plechhammer). Das besondere Verdienst der Familie besteht in der wirtschaftlichen und industriellen Entwicklung der Hofmark Herzogau und der Industriesiedlung Voithenberg und Voithenberghütte.

## Stephan Voith von Voithenberg auf Vorderlangau
Stammvater der Familie Voith von Voithenberg war der Hammermeister Stephan Voith von Voithenberg auf Vorderlangau. Er war verheiratet mit Susanna, geborene Schrott. Der Stiefvater seiner Frau, Bartholomäus von Göring, war Hammermeister auf Gröbenstädt.
Im Jahr 1652 erwarb Stephan Voith der Jüngere aus Pleystein das Hammergut in Vorderlangau. Der Hammer war baufällig und ungangbar, das Hammerhaus war abgebrannt. Stephan Voith baute den Hammer wieder auf und errichtete daneben ein Gutshaus.
1661 kaufte Stephan Voith den Hammer zu Bodenwöhr, den er 1670 an Hammermeister Johann Schreyer zu Oedenmühlen verkaufte. 1667 kaufte Stephan Voith von der Witwe Rosina Sybilla Fuchs von Wallburg das Hammergut Obergaisthal. Diesen Hammer behielt er bis 1687 und verkaufte ihn dann an Johann Lindner.
Den Ertrag aus den Hammerwerken investierte Stephan Voith in Grundbesitz und ein Haus, das er 1676 erwarb, und ein Anwesen, das er 1687 kaufte, in Oberviechtach. In Vorderlangau erweiterte er sein Hammerwerk durch eine Schneidsäge und eine Mahlmühle.
Stephan Voith wurde in den Reichsritterstand erhoben und nannte sich nun Stephan Voith von Voithenberg auf Vorderlangau.
Im Spanischen Erbfolgekrieg brannte der Hammer in Vorderlangau nieder und die sächsischen Hilfstruppen der Österreicher raubten dort 8000 Gulden.
Stephan Voith starb am 7. Mai 1708.
Kinder des Stephan Voith:
- Johann Zacharias Voith von Voithenberg[2]
- Johann Georg Voith von Voithenberg, Hammermeister in Vorderlangau[2]
- Maria Salome von Wildenau auf Herzogau[2]

Das Hammerwerk Vorderlangau war fast 100 Jahre im Besitz der Familie Voith von Voithenberg. Am 1. Februar 1752 wurde es an den Hofmarksherren Georg Wolfgang Schmaus zu Pullenried verkauft. Dieser legte den Hammer still und errichtete an seiner Stelle eine Spiegelschleiffabrik.

## Maria Salome
Maria Salome war eine Tochter des Stephan Voith von Voithenberg auf Vorderlangau. Sie heiratete zunächst Johann Werner, Besitzer von Herzogau und Obergrafenried. Nach dem Tod ihres Gatten Johann Werner heiratete Maria Salome 1704 Johann Georg Franz von Wildenau. Dieser erlangte 1708 die oberpfälzische Landsassenfreiheit mit der Niedergerichtsbarkeit für Herzogau. Als diese 1714 erlosch, erreichte er 1721 die kurfürstlich-bayerische Bestätigung der Landsassenfreiheit. Nach dem Tod Johann Georg Franz von Wildenaus ging das Landsassengut Herzogau 1728 an Johann Zacharias Voith von Voithenberg, den Bruder von Maria Salome, über.

## Johann Zacharias Voith von Voithenberg
Johann Zacharias Voith von Voithenberg, Sohn von Stephan Voith von Voithenberg auf Vorderlangau und Bruder von Maria Salome von Wildenau auf Herzogau, gelangte 1728 durch den Tod Johann Georg Franz von Wildenaus, Ehemann seiner Schwester Maria Salome in den Besitz des Gutes Herzogau. Johann Zacharias Voith von Voithenberg hatte bereits seit 1713 die Glashütte von Herzogau geführt. Er erweiterte und entwickelte das Gut Herzogau. Sein Lebenswerk wurde von seinem Sohn Joseph Ferdinand Voith von Voithenberg fortgesetzt.

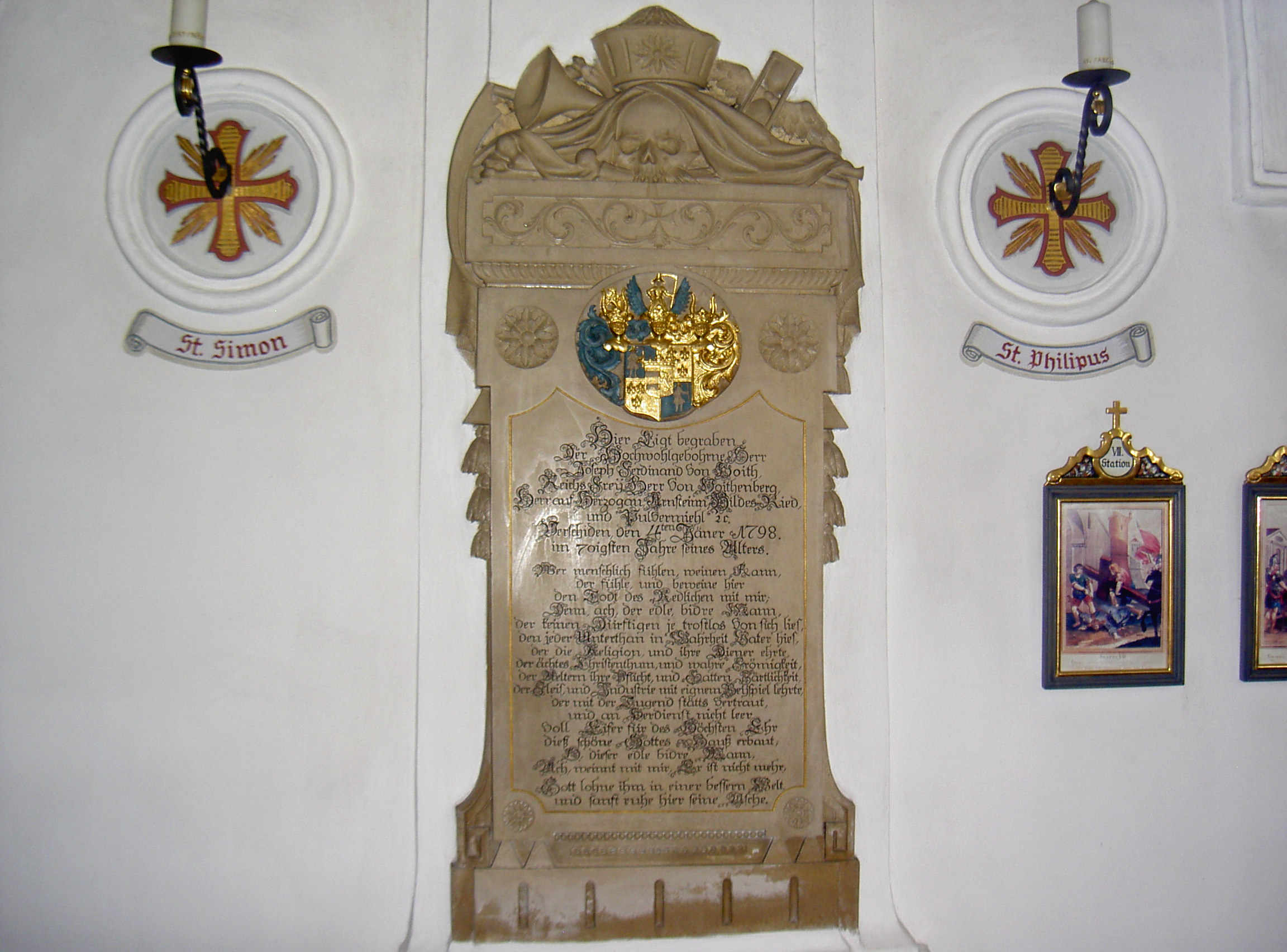
Grabplatte von Joseph Ferdinand Voith von Voithenberg in der Kirche Herzogau

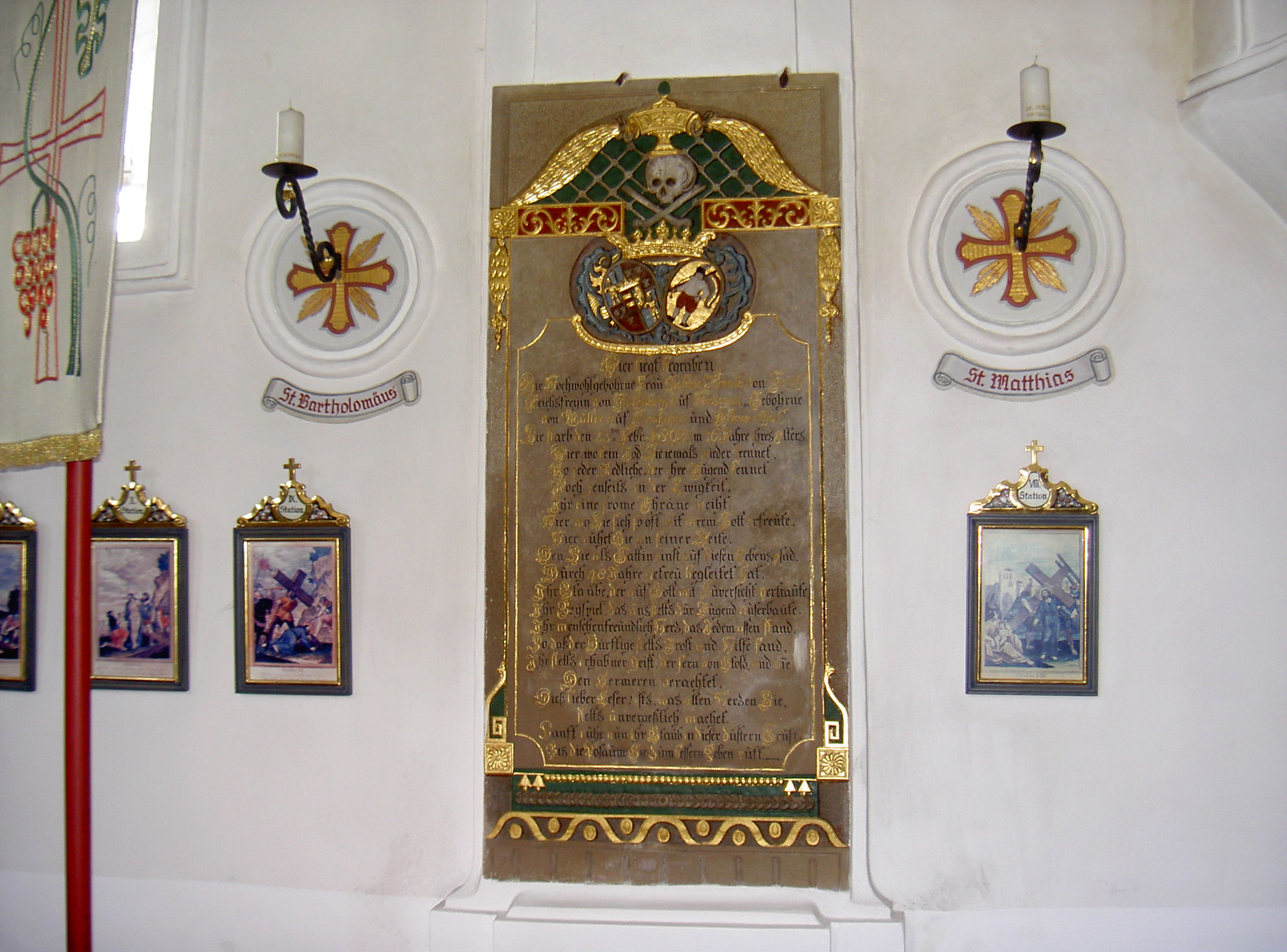
Grabplatte der Ehefrau von Joseph Ferdinand Sabina Renata von Müller auf Fronhofen und Altammerthal, Kirche Herzogau

## Joseph Ferdinand Voith von Voithenberg
Joseph Ferdinand Voith von Voithenberg war der Sohn von Johann Zacharias Voith von Voithenberg. Er war von 1751 bis 1797 Inhaber von Herzogau. Er weitete die Herrschaft von Herzogau beträchtlich aus. Zur bestehenden Glasindustrie erwarb er 1773 die Braugerechtigkeit. Im Laufe der Zeit kamen Konzessionen für Bäckerei, Weinhandel, Tabakhandel, Fleischhackerei, Tafern und Nagelschmiede hinzu. Auch die umliegenden Gründe gliederte er Herzogau an, so dass die Herrschaft schließlich 558 Tagwerk umfasste und als Hofmark anerkannt wurde. 1789 erwarb Joseph Ferdinand Voith von Voithenberg das Gut Arnstein. Es gelangte bei der Erbteilung 1798 an seinen zweiten Sohn Joseph Voith von Voithenberg. Sein erster Sohn Zacharias II. Voith von Voithenberg führte das Werk seines Vaters in Herzogau fort.

## Zacharias II. Voith von Voithenberg
Zacharias II. Voith von Voithenberg (auch: Zacharias Heinrich Otto Voith Von Voithenberg) war der Sohn von Joseph Ferdinand Voith von Voithenberg. Er war von 1797 bis 1821 Inhaber der Hofmark Herzogau. 1803 gründete er die Industriesiedlung Voithenbergöd (= Voithenberghütte und Voithenberg). 1815 bildete er das Ortsgericht Herzogau mit den Orten Herzogau, Oberhütte (= Althütte), Pucher, Unterhütte, Voithenbergöd (= Voithenberghütte und Voithenberg), Lengau, Sonnhof und Posthof. Dieses Ortsgericht hatte 102 Familien.
1821 übergab Zacharias II. Voith von Voithenberg das Rittergut Herzogau mit Bräuhaus und Glashütte an seinen Sohn Johann Nepomuk Zacharias Voith von Voithenberg. Die restlichen Güter Voithenbergöd und Kesselhütte leitete er selbst weiter bis 1843.

## Johann Nepomuk Zacharias Voith von Voithenberg
Johann Nepomuk Zacharias Voith von Voithenberg war der Sohn von Zacharias II. Voith von Voithenberg. Er war Inhaber ab 1821 von Herzogau und ab 1843 auch von Voithenbergöd und Kesselhütte und des damit verbundenen Patrimonialgerichts I. Klasse. 1828 verzichtete er wegen der hohen Kosten der Richterbesoldung auf die streitige Gerichtsbarkeit. 1830 wurde die Umwandlung in ein Patrimonialgerichts II. Klasse genehmigt. Es folgten langwierige juristische Auseinandersetzungen, Beschwerden und Prozesse mit dem Innenministerium der Regierung des Regenkreises, die schließlich 1848 mit der Aufhebung der Patrimonialgerichtsbarkeit ein Ende fanden.

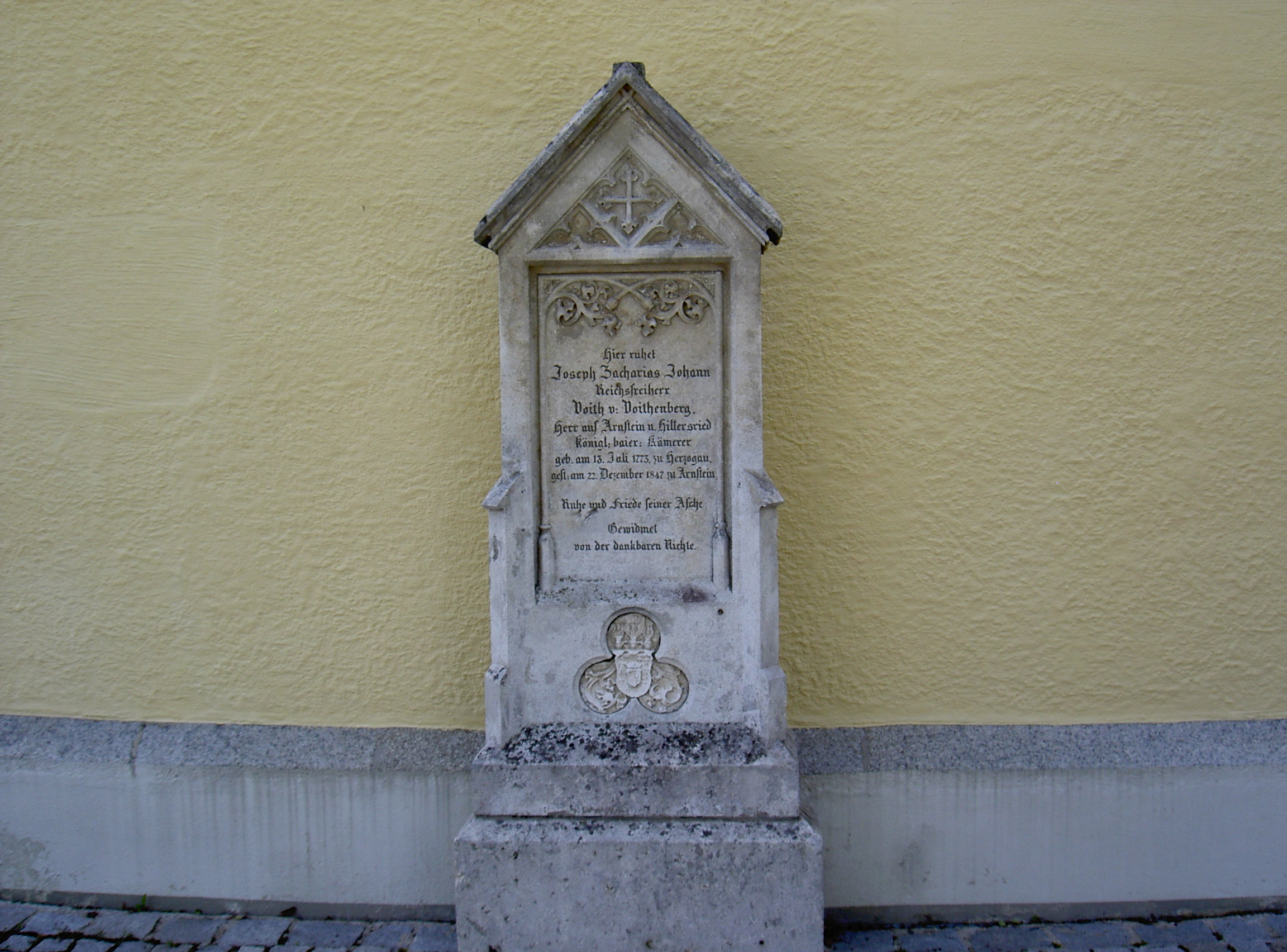
Grabstein von Joseph Zacharias Johann Voith von Voithenberg an der Kirche in Hiltersried

## Joseph Zacharias Johann Voith von Voithenberg
Joseph Zacharias Johann Voith von Voithenberg (* 13. Juli 1773 in Herzogau; † 22. Dezember 1847 in Arnstein) war der Sohn von Joseph Ferdinand Voith von Voithenberg. Er erhielt bei der Erbteilung 1798 nach dem Tod seines Vaters das Gut Arnstein. Er ist in Hiltersried bei der Kirche begraben.

## Stammbaum (Auszug)
| Stephan Voith von Voithenberg auf Vorderlangau (* um 1620; † 7. Mai 1706) ⚭ Susanna, geb. Schrott |  | |  | |  | |  |                                                            |  |  |  |  |  |
|                                                                                                   |  | |  | |  | |  |                                                            |  |  |  |  |  |
|                                                                                                   |  | Johann Zacharias Voith von Voithenberg (–1752)                                                       |  | |  | |  |                                                            |  |  |  |  |  |
|                                                                                                   |  | |  | |  | |  |                                                            |  |  |  |  |  |
|                                                                                                   |  | |  | |  | |  |                                                            |  |  |  |  |  |
|                                                                                                   |  | |  | Joseph Ferdinand Voith von Voithenberg (* 1727 oder 1728; † 4. Januar 1798) ⚭ Sabina Renata von Müller auf Fronhofen und Altammerthal (* 1726 oder 1727; † 23. Februar 1803) |  | |  |                                                            |  |  |  |  |  |
|                                                                                                   |  | |  | |  | |  |                                                            |  |  |  |  |  |
|                                                                                                   |  | |  | |  | |  |                                                            |  |  |  |  |  |
|                                                                                                   |  | |  | |  | Zacharias II. Voith von Voithenberg (1767–1843)                                                            |  |                                                            |  |  |  |  |  |
|                                                                                                   |  | |  | |  | |  |                                                            |  |  |  |  |  |
|                                                                                                   |  | |  | |  | |  |                                                            |  |  |  |  |  |
|                                                                                                   |  | |  | |  | |  | Johann Nepomuk Zacharias Voith von Voithenberg (1798–1883) |  |  |  |  |  |
|                                                                                                   |  | |  | |  | |  |                                                            |  |  |  |  |  |
|                                                                                                   |  | |  | |  | |  |                                                            |  |  |  |  |  |
|                                                                                                   |  | |  | |  | Joseph Zacharias Johann Voith von Voithenberg * 13. Juli 1773 in Herzogau; † 22. Dezember 1847 in Arnstein |  |                                                            |  |  |  |  |  |
|                                                                                                   |  | |  | |  | |  |                                                            |  |  |  |  |  |
|                                                                                                   |  | |  | |  | |  |                                                            |  |  |  |  |  |
|                                                                                                   |  | |  | Maria Magdalen von Werner, geb. Voith von Voithenberg, zunächst Herzogau, dann zeitweise Vorderlangau                                                                        |  | |  |                                                            |  |  |  |  |  |
|                                                                                                   |  | |  | |  | |  |                                                            |  |  |  |  |  |
|                                                                                                   |  | |  | |  | |  |                                                            |  |  |  |  |  |
|                                                                                                   |  | Johann Georg Voith von Voithenberg, Hammermeister in Vorderlangau                                    |  | |  | |  |                                                            |  |  |  |  |  |
|                                                                                                   |  | |  | |  | |  |                                                            |  |  |  |  |  |
|                                                                                                   |  | |  | |  | |  |                                                            |  |  |  |  |  |
|                                                                                                   |  | |  | Johann Georg Voith von Voithenberg der Jüngere, zunächst Vorderlangau dann Waidhaus                                                                                          |  | |  |                                                            |  |  |  |  |  |
|                                                                                                   |  | |  | |  | |  |                                                            |  |  |  |  |  |
|                                                                                                   |  | |  | |  | |  |                                                            |  |  |  |  |  |
|                                                                                                   |  | Maria Salome von Wildenau auf Herzogau ⚭ Johann Werner ⚭ (seit 1704) Johann Georg Franz von Wildenau |  | |  | |  |                                                            |  |  |  |  |  |
|                                                                                                   |  | |  | |  | |  |                                                            |  |  |  |  |  |

## Wappen
Blasonierung des Familienwappens gemäß Freiherrenbrief vom 31. Januar 1787: Schild von Blau und Rot geviert mit einem gekrönten, von Rot und Blau gespaltenen Herzschild, wo im vorderen Feld zwei goldene Balken, im hinteren ein goldener Löwe sich zeigt. In den Feldern 1 und 4 ein goldgekleideter Mann mit einer Sense in der Linken. In den Feldern 2 und 3 drei (2:1) silberne Lilien. Drei Helme: I. zwei rote Büffelhörner, jedes mit zwei goldenen Spangen, dazwischen wachsend ein goldener Löwe; II. der Mann von den Feldern 1 und 4 wachsend zwischen einem blau-rot und rot-blau geteilten offenen Flug; III. zwei blaue Hörner, dazwischen eine silberne Lilie. Die Helmdecken sind rechts blau-golden, links rot-silbern.
Weitere Wappenabbildungen:

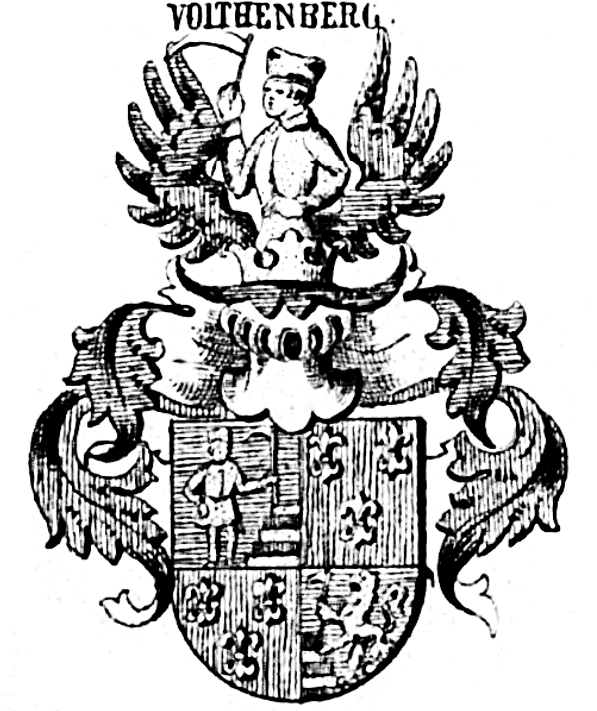
Wappen der Voith von Voithenberg
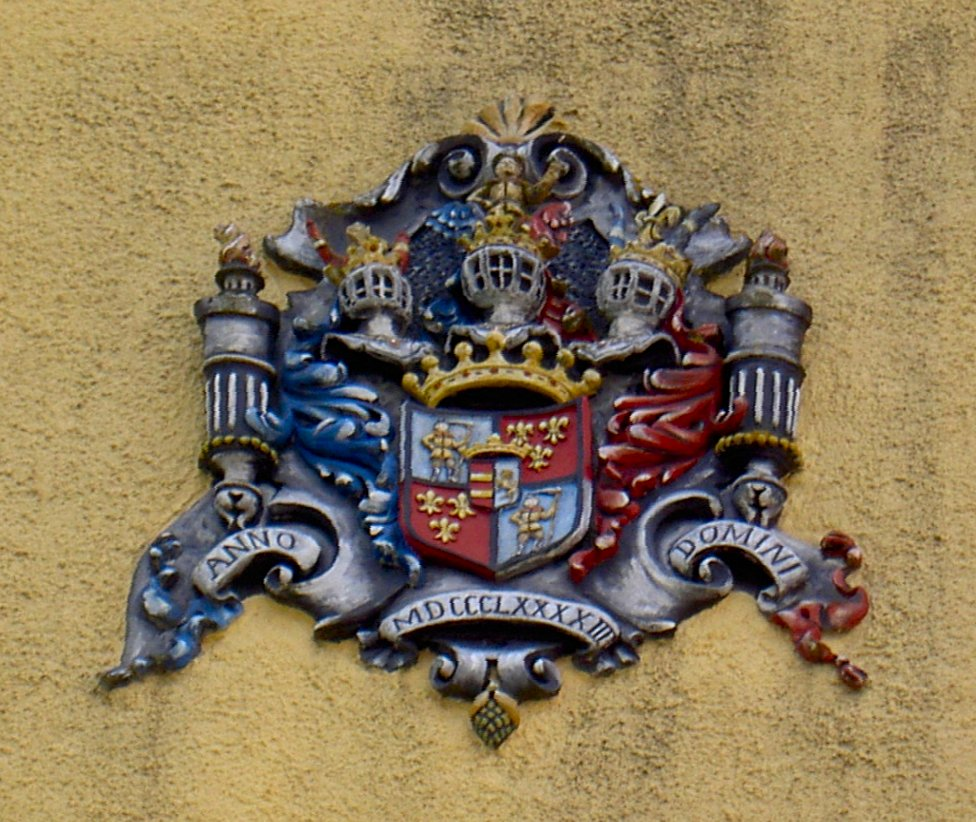
Wappen am Neuen Schloss in Herzogau
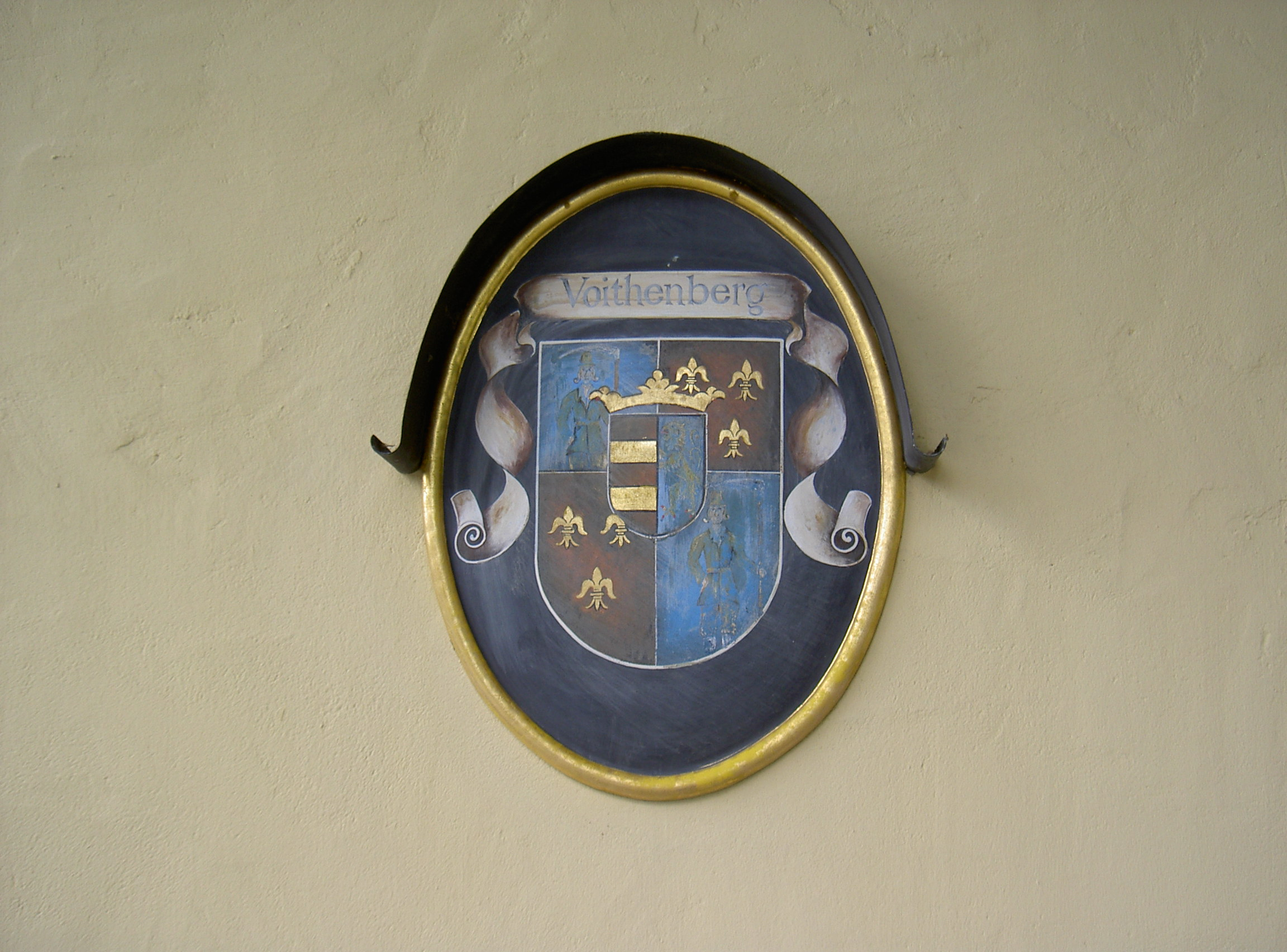
Wappen an der Wand der Schlosskapelle in Voithenberg
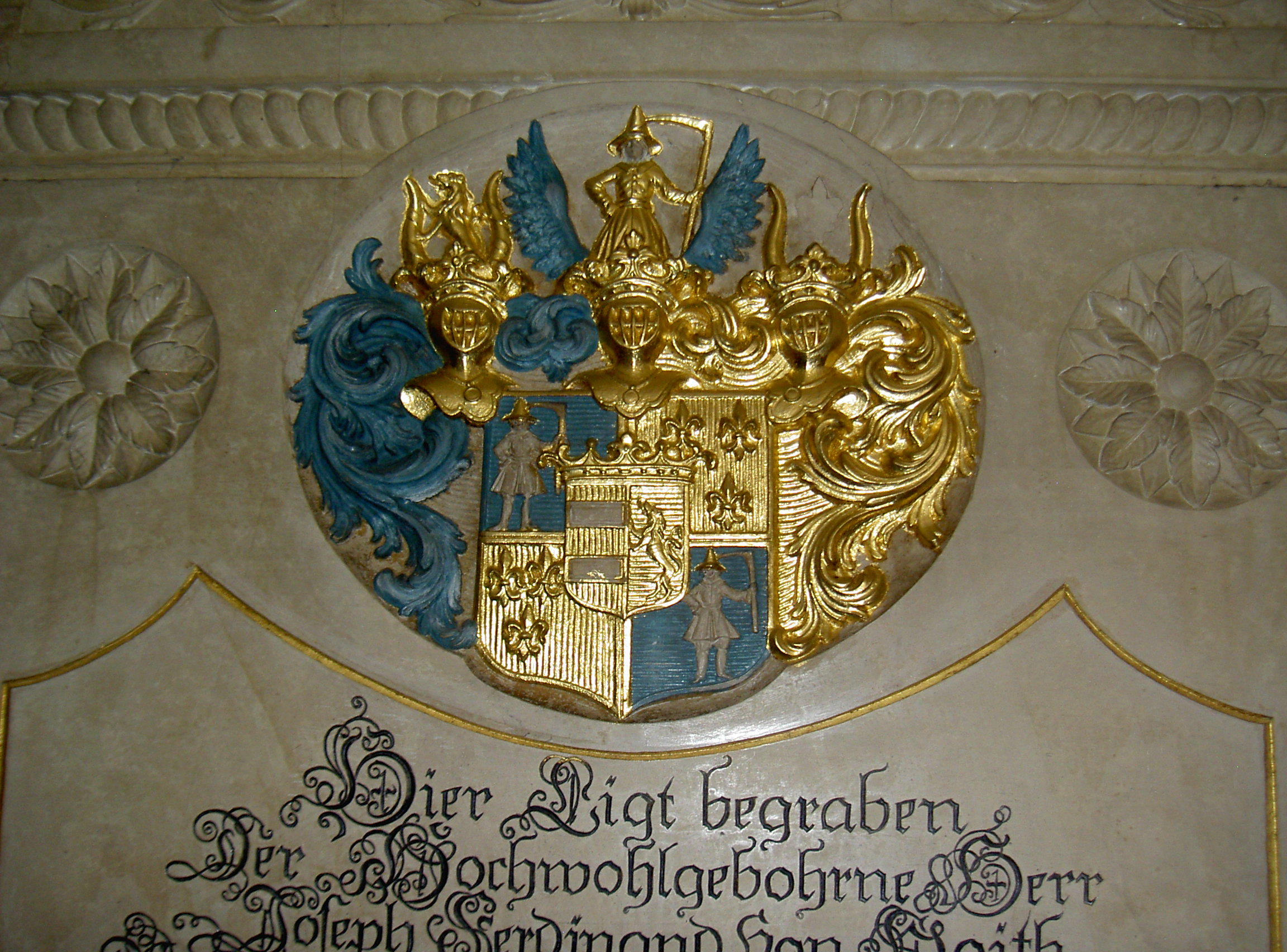
Innenausstattung der Kirche in Herzogau, Grabplatte von Joseph Ferdinand Voith von Voithenberg

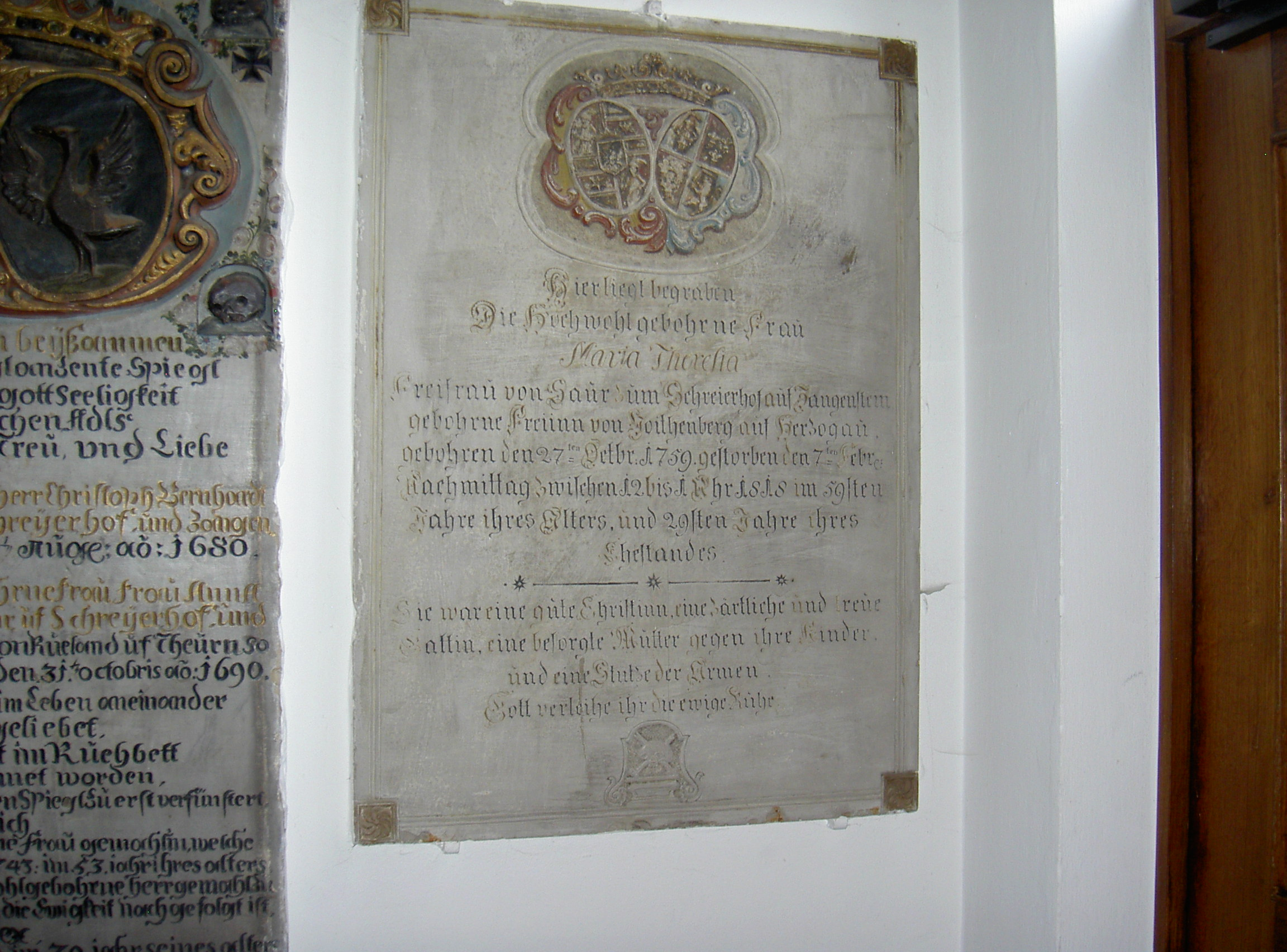
Grabplatte der Maria Theresia von Saur, geborene von Voithenberg, Andreas-Kirche, Altendorf

## Weitere Angehörige des Adelsgeschlechts Voith von Voithenberg
- Maria Theresia Freifrau von Saur im Schreierhof auf Zangenstein, geborene Freiin von Voithenberg auf Herzogau, geboren am 27. Oktober 1759, gestorben am 7. Februar 1818 in Zangenstein, beerdigt in der Andreas-Kirche in Altendorf.